# Сан Андреас
 Тази статия е за разлома в Северна Америка.  За филма вижте Сан Андреас (филм).  
Сан Андреас е разлом (десен отсед), който пресича щата Калифорния, САЩ и е гранична линия между 2 тектонски плочи — Тихоокеанската, която се движи на север, и Северноамериканската, която се движи на юг.

## Описание
Двете плочи на разлома се разминават с около 13 mm годишно. Това придвижване не е плавно и е съпроводено с освобождаването на огромни количества енергия под формата на земетресения.
Сан Андреас е дълъг 1050 km, а дълбочината му достига 16 km под земната повърхност. Тази зловеща гигантска пукнатина не се вижда, но на места има белези, които напомнят за съществуването ѝ. Понякога разместванията по протежение на разлома са огромни — има случай, когато поток, пресичал разлома, е разделен на 2 части, отдалечени на 120 m една от друга.